# 瓦莱里奥·菲奥里
瓦莱里奥·菲奥里（Valerio Fiori，1969年4月27日—），是一名意大利足球运动员，司职门将，已于2008年退役。之前曾效力多家意大利球队，包括甲级的和，曾经在AC米蘭擔任第三替补門將。
现在菲奥里在AC米兰担任球队门将教练。